# Jubileumi koncert (Omega-album)
Jubileumi koncert címmel jelent meg az Omega 1982 novemberében tartott BS-beli koncertjéről, amelyen az együttes 20 éves fennállását ünnepelte.
A koncertről Jancsó Miklós filmet is készített Omega, Omega, Omega címen. 2004 végén pedig DVD jelent meg Jubileumi koncertek címmel.

## Megjelenései
- 1983 – dupla LP
- 1983 – Double Live – külföldi exportra készült kiadás
- 1996 – Az Omega összes koncertfelvétele 2. – CD 2. – Budapest Sportcsarnok 1982 (terjedelmi okok miatt egy dal lemaradt)
- 2022 – Jubileumi koncert – CD - az anyag első teljes CD kiadása,felújított hangzással, 24 oldalas booklettel.

## Dalok
Zeneszerzőként a dalokat kollektíven jegyzi az Omega, szövegíró Sülyi Péter, kivéve, ahol a szerzőség jelölve van.

### Első lemez
1. Rákóczi-induló (bevonulózene)
2. A nagy folyó
3. Kemény játék
4. Ajánlott útvonal
5. Életfogytig rock and roll
6. Atlantis (Benkő László)
7. Tízezer lépés (Presser Gábor – Adamis Anna)
8. A holló

### Második lemez
1. Szemközt a rózsaszínnel
2. Kenyér és információ
3. Kötéltánc
4. Őrültek órája (Omega – Várszegi Gábor)
5. A hatalom színháza
6. Addig élj (Molnár György – Kóbor János)
7. Nem tudom a neved (Mihály Tamás – Kóbor János – Sülyi Péter)
8. Gyöngyhajú lány (Presser Gábor – Adamis Anna)

## Közreműködtek
- Benkő László – billentyűs hangszerek, vokál
- Debreczeni Ferenc – dob, ütőhangszerek
- Kóbor János – ének
- Mihály Tamás – basszus, vokál
- Molnár György – gitár

valamint:
- Kopecsni György – gitár
- Tóth Miklós – billentyűs hangszerek
- Szalay András, Szalay Sándor – Muzix '81 computer-technika

## Egyéb felvételek a koncertről
- Omega, Omega, Omega – Jancsó Miklós filmje.
- Jubileumi koncertek – DVD, 2004